# 콜마홀딩스
콜마홀딩스 주식회사는 대한민국의 기업집단이자 지주회사이다.

## 무상 증자
2023년 보통주식 1주당 1.0주를 배정하는 무상증자를 하였다.

## 투자
2024년 미국의 행동주의 펀드인 달튼인베스트먼트가 5.02%의 지분을 취득한 바 있다.
2025년 달튼인베스트먼트가 회사의 지분을 5.67%으로 추가 확보하였고 보유목적도 경영에 참여로 변경하였다. 같은 해 3월 회사의 정기 주주총회에서는 달튼이 제안한 이사 선임 안건이 통과되어 임성윤 달튼코리아 공동대표를 기타 비상무이사가 되었다.